# Theofanis Gekas
Theofanis "Fanis" Gekas (în greacă Θεοφάνης "Φάνης" Γκέκας; n. 23 mai 1980) este un fotbalist grec retras din activitate, care a jucat pe post de atacant la echipe ca Kallithea⁠(d), Larissa și Leverkusen. Pe plan internațional, are prezențe la națională pentru Grecia.
Gekas a reprezentat Grecia la două Campionate Europene și la două Campionate Mondiale de Fotbal.

## Statistici carieră
|          |                      |                | Campionat | Campionat | Cupă           | Cupă           | Cupa Ligii      | Cupa Ligii      | Continental | Continental | Total   | Total  |
| Sezon    | Club                 | Campionat      | Meciuri   | Goluri    | Meciuri        | Goluri         | Meciuri         | Goluri          | Meciuri     | Goluri      | Meciuri | Goluri |
| Grecia   | Grecia               | Grecia         | Campionat | Campionat | Cupa Greciei   | Cupa Greciei   | Cupa Ligii      | Cupa Ligii      | Europa      | Europa      | Total   | Total  |
| -------- | -------------------- | -------------- | --------- | --------- | -------------- | -------------- | --------------- | --------------- | ----------- | ----------- | ------- | ------ |
| 1998–99  | Larissa              | Beta Ethniki   | 8         | 1         | 1              | 0              | —               | —               | —           | —           | 9       | 1      |
| 1999–00  | Larissa              | Beta Ethniki   | 24        | 5         | 2              | 1              | —               | —               | —           | —           | 26      | 6      |
| 2000–01  | Larissa              | Beta Ethniki   | 29        | 10        | 1              | 0              | —               | —               | —           | —           | 30      | 10     |
| 2001–02  | Kallithea            | Beta Ethniki   | 26        | 14        | 1              | 0              | —               | —               | —           | —           | 27      | 15     |
| 2002–03  | Kallithea            | Alpha Ethniki  | 29        | 8         | 2              | 1              | —               | —               | —           | —           | 31      | 9      |
| 2003–04  | Kallithea            | Alpha Ethniki  | 29        | 13        | 1              | 0              | —               | —               | —           | —           | 30      | 13     |
| 2004–05  | Kallithea            | Alpha Ethniki  | 16        | 9         | 2              | 1              | —               | —               | —           | —           | 18      | 10     |
| 2004–05  | Panathinaikos        | Alpha Ethniki  | 13        | 8         | 1              | 0              | —               | —               | 2           | 0           | 16      | 8      |
| 2005–06  | Panathinaikos        | Alpha Ethniki  | 28        | 15        | 1              | 0              | —               | —               | 4           | 0           | 33      | 15     |
| Germania | Germania             | Germania       | Campionat | Campionat | DFB-Pokal      | DFB-Pokal      | DFB Ligapokal   | DFB Ligapokal   | Europa      | Europa      | Total   | Total  |
| 2006–07  | VfL Bochum           | Bundesliga     | 32        | 20        | 3              | 2              | —               | —               | —           | —           | 35      | 22     |
| 2007–08  | Bayer Leverkusen     | Bundesliga     | 29        | 11        | 1              | 0              | —               | —               | 10          | 2           | 40      | 13     |
| 2008–09  | Bayer Leverkusen     | Bundesliga     | 15        | 2         | 3              | 1              | —               | —               | —           | —           | 18      | 3      |
| Anglia   | Anglia               | Anglia         | Campionat | Campionat | FA Cup         | FA Cup         | League Cup      | League Cup      | Europa      | Europa      | Total   | Total  |
| 2008–09  | Portsmouth           | Premier League | 1         | 0         | 0              | 0              | 0               | 0               | 0           | 0           | 1       | 0      |
| Germania | Germania             | Germania       | Campionat | Campionat | DFB-Pokal      | DFB-Pokal      | DFB Ligapokal   | DFB Ligapokal   | Europa      | Europa      | Total   | Total  |
| 2009–10  | Bayer Leverkusen     | Bundesliga     | 8         | 0         | 2              | 1              | —               | —               | —           | —           | 10      | 1      |
| 2009–10  | Hertha BSC           | Bundesliga     | 17        | 6         | 1              | 1              | —               | —               | 2           | 0           | 20      | 7      |
| 2010–11  | Eintracht Frankfurt  | Bundesliga     | 34        | 16        | 3              | 2              | —               | —               | —           | —           | 37      | 18     |
| 2011–12  | Eintracht Frankfurt  | 2. Bundesliga  | 14        | 7         | 1              | 2              | —               | —               | —           | —           | 15      | 9      |
| Turcia   | Turcia               | Turcia         | Campionat | Campionat | Türkiye Kupası | Türkiye Kupası | Cupa Ligii      | Cupa Ligii      | Europa      | Europa      | Total   | Total  |
| 2011–12  | Samsunspor           | Süper Lig      | 11        | 8         | 1              | 0              | —               | —               | —           | —           | 12      | 8      |
| Spania   | Spania               | Spania         | Campionat | Campionat | Copa del Rey   | Copa del Rey   | Copa de la Liga | Copa de la Liga | Europa      | Europa      | Total   | Total  |
| 2012–13  | Levante              | La Liga        | 4         | 0         | 0              | 0              | —               | —               | 4           | 1           | 8       | 1      |
| Turcia   | Turcia               | Turcia         | Campionat | Campionat | Türkiye Kupası | Türkiye Kupası | Cupa Ligii      | Cupa Ligii      | Europa      | Europa      | Total   | Total  |
| 2012–13  | Akhisar Belediyespor | Süper Lig      | 15        | 12        | 0              | 0              | —               | —               | —           | —           | 15      | 12     |
| 2013–14  | Konyaspor            | Süper Lig      | 24        | 13        | 1              | 0              | —               | —               | —           | —           | 25      | 13     |
| Țară     | Grecia               | Grecia         | 202       | 83        | 12             | 3              | 0               | 0               | 6           | 0           | 220     | 86     |
| Țară     | Germania             | Germania       | 149       | 62        | 14             | 9              | 0               | 0               | 12          | 2           | 175     | 73     |
| Țară     | Anglia               | Anglia         | 1         | 0         | 0              | 0              | 0               | 0               | 0           | 0           | 1       | 0      |
| Țară     | Turcia               | Turcia         | 50        | 33        | 2              | 0              | 0               | 0               | 0           | 0           | 52      | 33     |
| Țară     | Spania               | Spania         | 4         | 0         | 0              | 0              | 0               | 0               | 4           | 1           | 8       | 1      |
| Total    | Total                | Total          | 406       | 177       | 28             | 12             | 0               | 0               | 22          | 3           | 456     | 193    |

## Internațional
| Grecia | Grecia  | Grecia |
| An     | Meciuri | Goluri |
| ------ | ------- | ------ |
| 2005   | 6       | 0      |
| 2006   | 5       | 0      |
| 2007   | 11      | 6      |
| 2008   | 13      | 6      |
| 2009   | 10      | 8      |
| 2010   | 7       | 0      |
| 2011   | 3       | 1      |
| 2012   | 11      | 2      |
| 2013   | 3       | 1      |
| Total  | 69      | 24     |

## Goluri internaționale
| #   | Data               | Stadion                       | Oponent               | Scor | Rezultat   | Competiția                                             |
| --- | ------------------ | ----------------------------- | --------------------- | ---- | ---------- | ------------------------------------------------------ |
| 1.  | 2 iunie 2007       | Heraklion, Grecia             | Ungaria               | 2–0  | Victorie   | Preliminariile Campionatului European de Fotbal 2008   |
| 2.  | 22 august 2007     | Thessaloniki, Grecia          | Spania                | 2–3  | Înfrângere | Meci amical                                            |
| 3.  | 13 octombrie 2007  | Atena, Grecia                 | Bosnia și Herțegovina | 3–2  | Victorie   | Preliminariile Campionatului European de Fotbal 2008   |
| 4.  | 17 noiembrie 2007  | Atena, Grecia                 | Malta                 | 5–0  | Victorie   | Preliminariile Campionatului European de Fotbal 2008   |
| 5.  | 17 noiembrie 2007  | Atena, Grecia                 | Malta                 | 5–0  | Victorie   | Preliminariile Campionatului European de Fotbal 2008   |
| 6.  | 17 noiembrie 2007  | Atena, Grecia                 | Malta                 | 5–0  | Victorie   | Preliminariile Campionatului European de Fotbal 2008   |
| 7.  | 20 august 2008     | Bratislava, Slovacia          | Slovacia              | 0–2  | Victorie   | Meci amical                                            |
| 8.  | 20 august 2008     | Bratislava, Slovacia          | Slovacia              | 0–2  | Victorie   | Meci amical                                            |
| 9.  | 6 septembrie 2008  | Luxembourg, Luxembourg        | Luxemburg             | 0–3  | Victorie   | Calificările pentru Campionatul Mondial de Fotbal 2010 |
| 10. | 10 septembrie 2008 | Riga, Letonia                 | Letonia               | 0–2  | Victorie   | Calificările pentru Campionatul Mondial de Fotbal 2010 |
| 11. | 10 septembrie 2008 | Riga, Letonia                 | Letonia               | 0–2  | Victorie   | Calificările pentru Campionatul Mondial de Fotbal 2010 |
| 12. | 19 noiembrie 2008  | Piraeus, Grecia               | Italia                | 1–1  | Egalitate  | Meci amical                                            |
| 13. | 11 februarie 2009  | Piraeus, Grecia               | Danemarca             | 1–1  | Egalitate  | Meci amical                                            |
| 14. | 28 martie 2009     | Ramat Gan, Israel             | Israel                | 1–1  | Egalitate  | Calificările pentru Campionatul Mondial de Fotbal 2010 |
| 15. | 9 septembrie 2009  | Chișinău, Moldova             | Republica Moldova     | 1–1  | Egalitate  | Calificările pentru Campionatul Mondial de Fotbal 2010 |
| 16. | 10 octombrie 2009  | Atena, Grecia                 | Letonia               | 5–2  | Victorie   | Calificările pentru Campionatul Mondial de Fotbal 2010 |
| 17. | 10 octombrie 2009  | Atena, Grecia                 | Letonia               | 5–2  | Victorie   | Calificările pentru Campionatul Mondial de Fotbal 2010 |
| 18. | 10 octombrie 2009  | Atena, Grecia                 | Letonia               | 5–2  | Victorie   | Calificările pentru Campionatul Mondial de Fotbal 2010 |
| 19. | 10 octombrie 2009  | Atena, Grecia                 | Letonia               | 5–2  | Victorie   | Calificările pentru Campionatul Mondial de Fotbal 2010 |
| 20. | 14 octombrie 2009  | Atena, Grecia                 | Luxemburg             | 2–1  | Victorie   | Calificările pentru Campionatul Mondial de Fotbal 2010 |
| 21. | 7 octombrie 2011   | Piraeus, Grecia               | Croația               | 2–0  | Victorie   | Preliminariile Campionatului European de Fotbal 2012   |
| 22. | 12 iunie 2012      | Wrocław, Polonia              | Cehia                 | 1–2  | Înfrângere | Euro 2012                                              |
| 23. | 7 septembrie 2012  | Riga, Letonia                 | Letonia               | 1–2  | Victorie   | Calificările pentru Campionatul Mondial de Fotbal 2014 |
| 24. | 22 martie 2013     | Zenica, Bosnia și Herzegovina | Bosnia și Herțegovina | 3–1  | Înfrângere | Calificările pentru Campionatul Mondial de Fotbal 2014 |